# Szadżara
Szadżara – wieś w Syrii, w muhafazie Aleppo. W 2004 roku liczyła 625 mieszkańców.